# Martin Živný
Martin Živný (Brno, 20 marzo 1981) è un ex calciatore ceco, di ruolo difensore.

## Carriera
Ha giocato nella massima serie dei campionati ceco, austriaco e rumeno.